# Такаши Шимура
Такаши Шимура (јап. 志村 喬; Икуно, 12. март 1905 — Токио, 11. фебруар 1982) био је јапански глумац, највише познат по улогама у 21 филму од 30 Акира Куросаве, укључујући и главну улогу у Живети (1952) и Седам самураја (1954).

## Каријера
Своју прву улогу остварио је 1936. године у филму "Akanishi Kakita" и у филму Кенџија Мизокучија Елегија из Осаке.
Заједно са Тоширом Мифунеом, Шимура је блиско повезан са Акиром Куросавом и глумио је у 21 од 30 Куросавиних филмова. Његове улоге укључују доктора у филму из 1948. Пијани анђео, детектива у филму из 1949. Пас луталица, адвоката у филму из 1950. Скандал, дрвосечу у филму из 1950. Рашомон, смртно болесног бирократу у филму из 1952. Живети и самураја у филму из 1954. Седам самураја.
Шимурина сарадња са Куросавом трајала је 20 година дуже од Мифунеове сарадње са Куросавом. Шимура је глумио у Куросавином дебитантском филму из 1943. Санширо Сугата, а последњи Куросавин филм у којем је глумио је Кагемуша из 1980. године, за који је Куросава написао посебан део за Шимуру. Међутим, сцена је исечена за западно издање.
Поред његове сарадње са Куросавом, Шимура је, такође, познат по улогама у јапанским научно фантастичним филмовима, укључујући прва два дела серије филмова о Годзили.
Такаши Шимура преминуо је 11. фебруара 1982. у Токиу од хроничне опструктивне болести плућа у својој 76. години.